# Aldietse Beweging

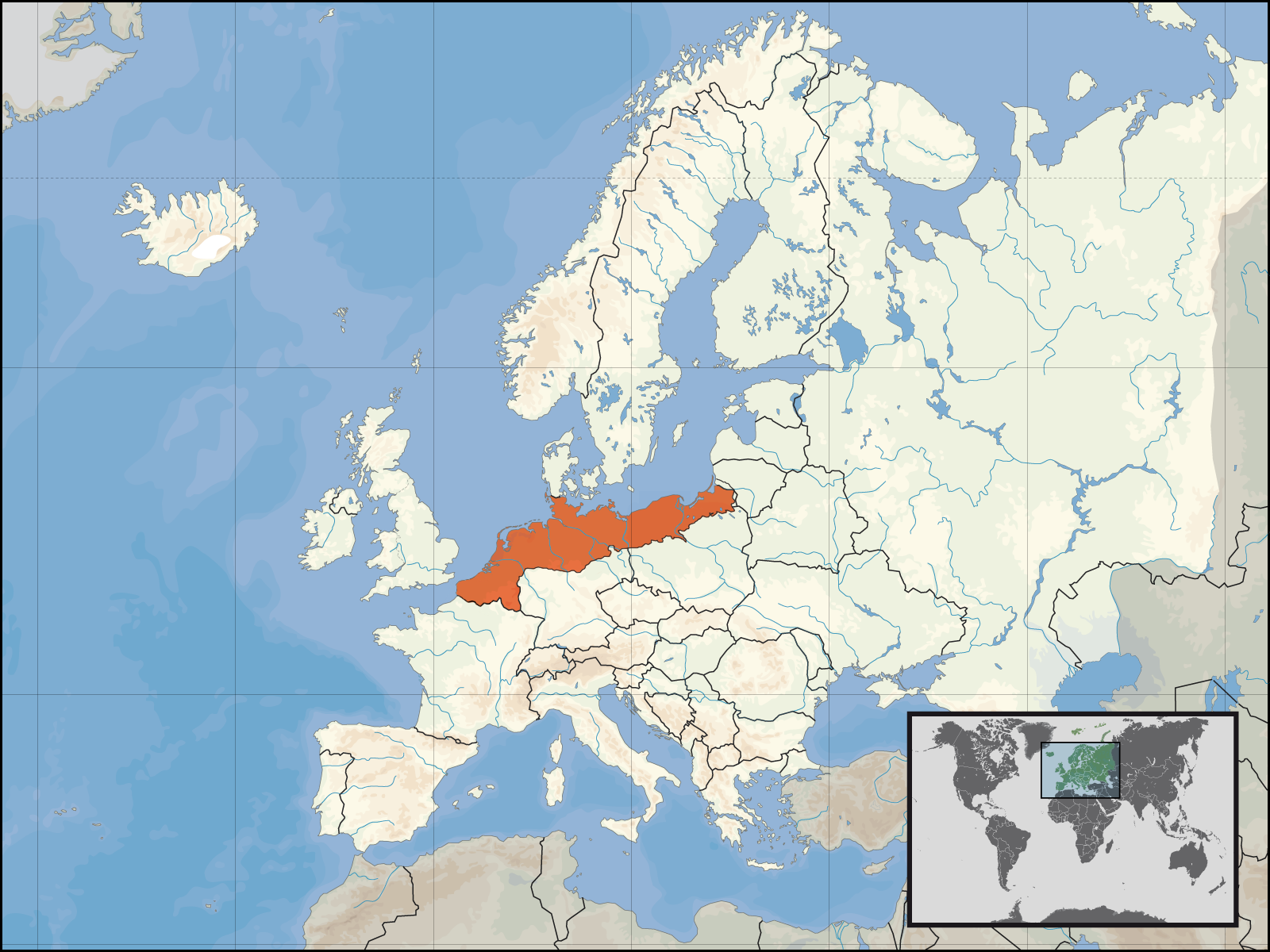
Het (globale) Aldietse territorium

De Aldietse Beweging is een stroming binnen het vrijzinnige deel van de Vlaamse Beweging die streefde naar de eenheid van de Nederduitse volkeren, van Koningsbergen (sinds 1945 Kaliningrad) tot Duinkerke. In de politiek kende ze weinig succes - men ondervond dat een katholiek Vlaanderen weinig geïnteresseerd was in samenwerking met calvinisten en luthersen - en ze was vooral een culturele vereniging die zich niet echt heeft kunnen manifesteren. De Beweging ontstond in de 19e eeuw en kreeg wisselende steun in Vlaanderen, soms ook in Nederland; maar na ca. 1900 was haar populariteit nog slechts marginaal door de grotere nadruk op de 'eigenheid' van België, Vlaanderen, Nederland of een samenstelling hiervan.
Een belangrijke vertegenwoordiger was de Deens-Vlaamse stadsbibliothecaris Constant J. Hansen.
Het Aldietse territorium is de eenheid van Frans-Vlaanderen, Vlaanderen, Nederland, Noord-Duitsland, Noord-Polen en Kaliningrad. Dit territorium bestaat in de realiteit niet enkel meer uit Nederduitse volkeren. Zo is Frans-Vlaanderen verfranst en de Nederduitsers in het vroegere Pommeren en West- en Oost-Pruisen zijn verdreven door Polen en Russen. De grens in Duitsland is de Benrather linie, maar het Hoogduits heeft zodanig aan belang gewonnen dat het gebruik van de Nederduitse taal sterk afgenomen is.
De beweging zou gedragen moeten worden door een nieuwe taal, die een synthese moest zijn tussen het Middelnederlands en het Nederduits, met een zo Duits mogelijke spelling, om aan te kunnen haken bij het pangermanisme en Groot-Duitsland. Die laatste stroming won het van de Aldietse Beweging toen de Duitse eenheid in 1870 vorm kreeg in het Duitse Keizerrijk en een "Groot-Germaans Rijk" ophanden leek.
De Aldietse beweging is een beweging die heden ten dage praktisch uitgestorven is. Alleen in völkische Groot-Nederlandse kringen heeft de gedachte nog aanhang, hetzij erg beperkt.
De Partij voor het Noorden streeft na dat de drie noordelijke Nederlandse provincies Friesland, Groningen en Drenthe een autonome status binnen Nederlands staatverband krijgen en een vergaande samenwerking kunnen aangaan met de aangrenzende Duitse deelstaat Nedersaksen. Dit streven heet ook wel de Nederduitse Beweging, waarbij teruggegrepen wordt op de hier besproken Aldietse Beweging, terwijl het in feite vooral een Nedersaksisch en Fries streven is.